# Cambarus obstipus
Cambarus obstipus är en kräftdjursart som beskrevs av Hall 1959. Cambarus obstipus ingår i släktet Cambarus och familjen Cambaridae. IUCN kategoriserar arten globalt som livskraftig. Inga underarter finns listade i Catalogue of Life.